# The Real Adventures of Jonny Quest
The Real Adventures of Jonny Quest er den tredje serie af Hanna-Barberas Jonny Quest. I Danmark blev tv-serien først sendt på TV2, og senere på Cartoon Network.

## Figurer
- Jonny Quest
- Hadji
- Jessie Bannon
- Dr. Benton Quest
- Race Bannon
- Jeremiah Surd